# One Piece: Romance Dawn
One Piece: Romance Dawn (ワンピース ロマンスドーン 冒険の夜明け, Wan Pīsu: Romansu Dōn - Bōken no Yoake) est un jeu vidéo de rôle édité par Namco Bandai Games sur PlayStation Portable le 20 décembre 2012 uniquement au Japon. Un portage sur Nintendo 3DS est sorti le 8 août 2013 au Japon, le 29 novembre 2013 en Europe et le 11 février 2014 en Amérique du Nord.

## Système de jeu
Le jeu restitue l'histoire du manga One Piece du début jusqu'à l'arc Marine Ford.